# NGC 379
NGC 379 (другие обозначения — UGC 683, IRAS01045+3215, MCG 5-3-50, 4ZW 38, ZWG 501.82, VV 193, Z 0104.5+3215, ARP 331, PGC 3966) — линзообразная галактика (S0) в созвездии Рыбы.
Джон Дрейер описывал её «довольно слабая, маленькая, круглая, яркая посередине».
По оценкам, расстояние до Млечного Пути 256 миллионов световых лет, диаметр около 70 000 световых лет.
NGC 379 с галактиками NGC 375, NGC 380, NGC 382, NGC 383, NGC 384, NGC 385, NGC 386, NGC 387 и NGC 388 перечислены в Атласе Arp под символом Arp 331. Атлас Arp цитирует Arp 331 в качестве примера цепочки из пяти галактик.
Поскольку NGC 375 находится на уровне около 80,2 Мпк (262 милл. свет лет), а NGC 384 — на уровне около 58,0 Мпк (189 милл. свет. лет) от нас, некоторые из галактик Arp 331 очень далеко друг от друга. Галактики этой цепи, не все принадлежат к группе галактик.
NGC 379 входит в группу NGC 452, члены которой указаны в статьях Авраама Махтесяна, опубликованных в 1998 году, и А. М. Гарсии, опубликованных в 1993 году. В этой группе более двадцати галактик. Однако NGC 379 нет в списке Гарсии.
Объект обнаружил в 1784 году немецкий астроном Уильям Гершель.
Этот объект входит в число перечисленных в оригинальной редакции «Нового общего каталога».
Галактика NGC 379 входит в состав группы галактик NGC 452. Помимо NGC 379 в группу также входят ещё 26 галактик.